# محمود وادی
محمود وادی (عربی: محمود وادي؛ زادهٔ ۱۹ دسامبر ۱۹۹۴) بازیکن فوتبال است.
از باشگاه‌هایی که در آن بازی کرده‌است می‌توان به باشگاه فوتبال المصری اشاره کرد.
وی همچنین در تیم ملی فوتبال فلسطین بازی کرده‌است.